# Haribo
Haribo és una empresa de llaminadures alemanya. La marca és un acrònim ideat pel fundador, Hans Riegel, l'any 1920. És format per les dues primeres lletres del nom, del cognom i de la ciutat on es fundà la primera fàbrica, Bonn (Hans Riegel, Bonn).

## Història

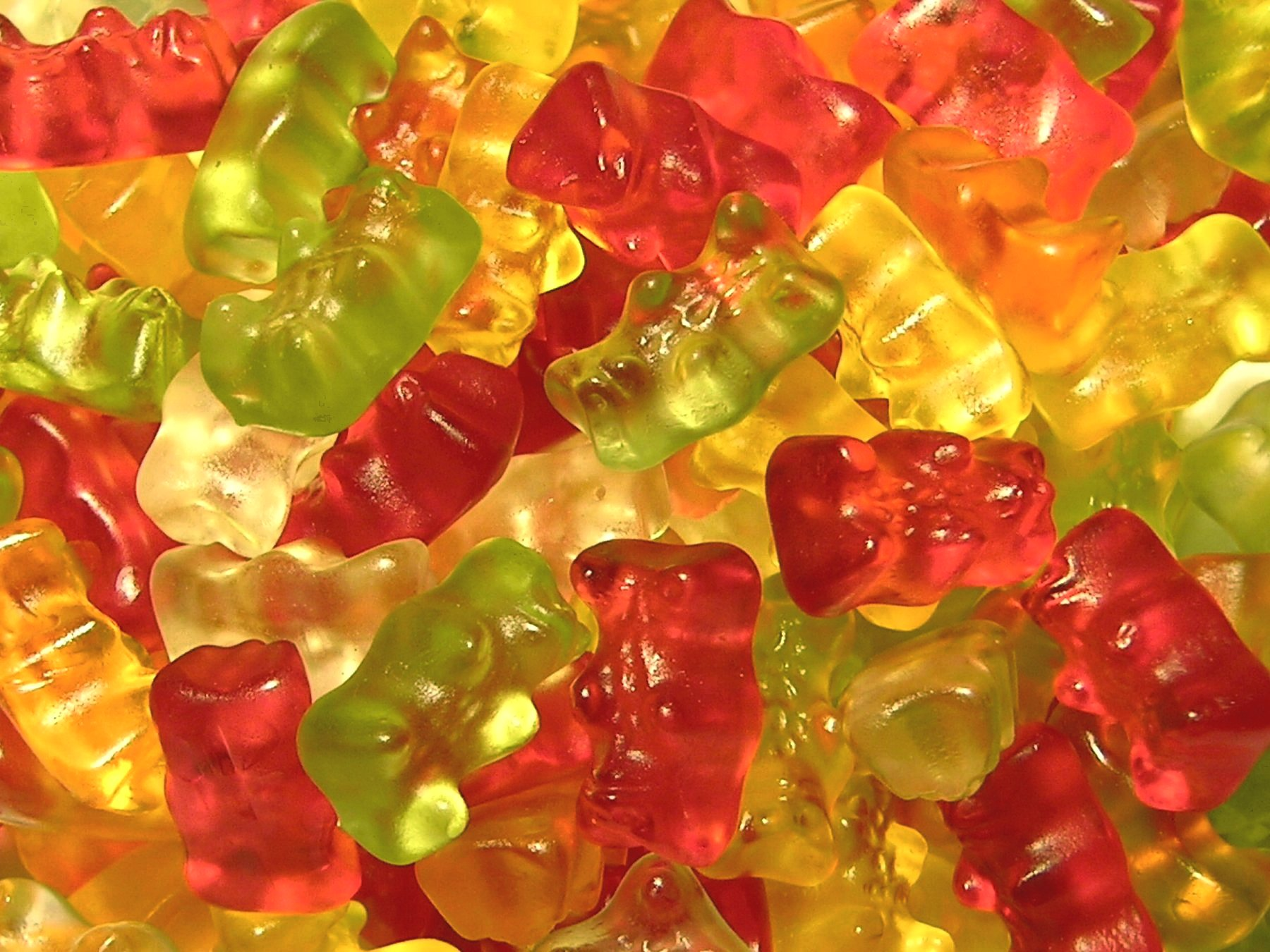
Ossos de goma de la casa Haribo.

Dos anys després de la fundació d'Haribo, Hans Riegel creà els ossos de goma, que en aquella època s'anomenaren Tanzbären (ossos ballarins). Actualment, Haribo fabrica tota mena de llaminadures a més dels ossos de goma, com ara caramels, pega dolça, etc.
Després de la mort de Hans Riegel, la firma quedà en mans dels seus fills Hans i Paul. Hans Riegel fill dirigeix el negoci, mentre que Paul Riegel s'encarrega del departament de recerca i desenvolupament i no apareix mai en públic.

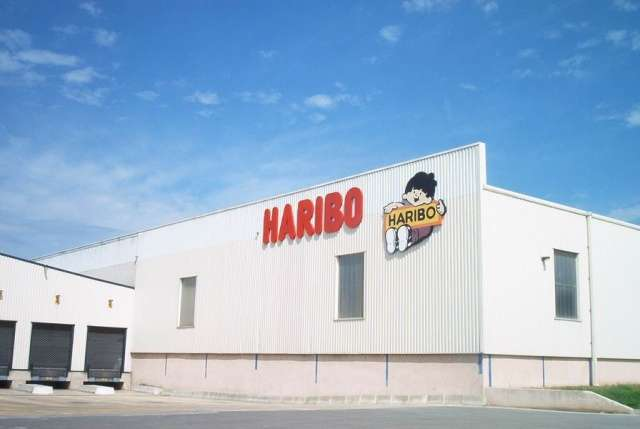
Fàbrica a Usès (França).

Haribo té més de 6.000 treballadors, 5 fàbriques a Alemanya i 13 més a la resta d'Europa, una de les quals a Catalunya, a Cornellà del Terri, inaugurada el 1985. La seu social de l'empresa segueix sent, des de la fundació, Bonn. Al juny de 2003, els productes de Haribo es venien a més de cent països. A l'octubre de 2003, Hans Riegel fill va donar a conèixer per televisió el nom del successor, el seu nebot Hans-Jürgen Riegel, que actualment dirigeix la filial francesa.
Des de 1991, el presentador de televisió Thomas Gottschalk és la imatge de l'empresa. El gener de 2006, aquesta llarga col·laboració publicitària va entrar al Llibre Guinness dels rècords.
El grup Haribo també és propietari d'altres empreses del sector, com ara Maoam, BärenSchmidt i Dulcia.

## Curiositats
- L'eslògan de l'empresa és, des de l'any 1962, Haribo macht Kinder froh (Haribo fa la canalla contenta). Segons una enquesta de la cadena de televisió Kabel1, és l'eslògan més conegut d'Alemanya. L'autor va cobrar 20 marcs (uns 10 euros) per aquest eslògan, ideat el 1935, que s'ha traduït a nombroses llengües.

- L'emperador Guillem II de Prússia atorgà als ossos de goma el premi "Obra mestra de la República de Weimar".

- Cada tardor, des de l'octubre de 1936, Haribo organitza unes jornades de barata en què intercanvia castanyes i aglans per llaminadures. Els infants poden anar al magatzem de la Haribo a Bonn i canviar 10 castanyes o 5 aglans per un producte Haribo. Els fruits recollits serveixen per a alimentar, durant l'hivern, el bestiar que hi ha a les finques i als vedats de caça de la família Riegel. Als darrers anys, la participació és de més de 10.000 nens i nenes.

- La gerència de la fàbrica de Cornellà del Terri va ser denunciada el 2006 per menysprear la llengua catalana i per tenir una actitud discriminatòria vers els treballadors que en defensen l'ús.[2]